# Tricolia speciosa
Tricolia speciosa là một loài ốc biển, là động vật thân mềm chân bụng sống ở biển thuộc họ Phasianellidae.

## Hình ảnh

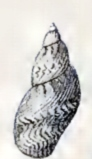
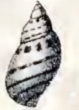
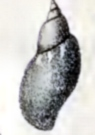
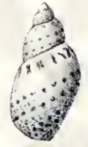

## Phân bố
vùng biển Châu Âu.